# Helmut Vorbrüggen
Helmut Vorbrüggen (* 12. Juni 1930 in Homberg (Niederrhein); † 14. September 2021) war ein deutscher Chemiker, der eine enge Wechselwirkung industrieller und akademischer Forschung praktizierte.

## Leben und Wirken
Helmut Vorbrüggen wuchs mit drei Brüdern in einem Elternhaus auf, in dem Musik und Literatur eine wichtige Rolle spielten. Er studierte von 1949 bis 1958 Chemie an der Universität Göttingen. Seine Doktorarbeit fertigte er im Arbeitskreis von Hans Brockmann an, er wurde 1958 mit einer Doktorarbeit über Binaphthazarin – einem naturstoffanalogen roten Farbstoff – zum Dr. rer. nat. promoviert. Anschließend arbeitete er als Postdoktorand im Laboratorium von Holger Erdtman in Stockholm und dann von 1959 bis 1963 bei Carl Djerassi an der Stanford University. Ab 1963 folgte ein Forschungsaufenthalt am Woodward Research Institut von Ciba in Basel. Dort war Vorbrüggen u. a. an der Totalsynthese von Cephalosporin C beteiligt.
Im Jahre 1966 trat er als Forschungschemiker in die Schering AG (jetzt Bayer AG) in Berlin ein, entschied sich nach längerem Schwanken also für eine Industriekarriere. Dort forschte er bis 1995 als Abteilungsleiter in der medizinischen Chemie. Vorbrüggen nahm sich (und erhielt) die Freiheit parallel weiterhin Grundlagenforschung zu betreiben.
1972 habilitierte er sich an der Technischen Universität Berlin. 1977 wurde er zum außerplanmäßigen Professor ernannt und hielt dort bis 1993 Spezialvorlesungen in seinem Fachgebiet.
In seiner Arbeitsgruppe wurde die Synthese des Arzneistoffs Iloprost entwickelt. Es wurde 1993 als Ilomedin auf den deutschen Markt gebracht und wird gegen Hypertonie und periphere Gefäßkrankheiten eingesetzt.
Die synthetischen Arbeiten unter der Leitung von Vorbrüggen führten z. B. zur Entdeckung einer durch paladiumacetatkatalysierten Cyclopropanierung von Alkenen mit Diazomethan. Neben diversen Siliciumreagenzien interessierte sich Vorbrüggen für die Umwandlung von Alkoholen in Alkylfluoride mittels Perfluorbutansulfonylfluorid. Nachdem er bei der Schering AG pensioniert worden war, stellte ihm die Freie Universität Berlin 1995 ein Büro und Laborflächen zur Verfügung. Dort experimentierte und forschte er bis kurz vor seinem 90. Geburtstag.

## Auszeichnung
Für seine Forschungsarbeiten auf dem Gebiet der Nucleosidchemie erhielt Vorbrüggen 2016 den Imbach Townsend Award der International Society for Nucleosides, Nucleotides and Nucleic Acids.